# El jardín olvidado
El jardín olvidado (The Forgotten Garden) es una novela publicada por la australiana Kate Morton en 2009. La obra se concentra en la búsqueda de los antepasados de Casandra, una mujer que recibe como herencia una cabaña en Cornualles, a través de tres continentes y un siglo de historia.
El libro fue publicado simultáneamente en Australia, Inglaterra y Estados Unidos.

## Reseña
A la edad de 21 años, Nell descubre que cuando era niña, se encontraba sola en un barco rumbo a Australia, y que el padre que había amado durante todos estos años, no es más que el jefe de puerto que la encontró cuando llegó a Australia desde Londres.
A pesar de que la amaba como su propia hija, Nell en su desesperación, se embarca en una búsqueda de autodescubrimiento, que le lleva a la mansión Blackhurst, frente a la costa de Cornualles. Es aquí donde Nell comienza a reconstruir su historia, a conocer la verdad sobre sus orígenes, y a desenterrar los secretos de la familia Mountrachet.
Al descubrir a medias su pasado, decide volver a Australia para arreglar sus asuntos con la finalidad de mudarse definitivamente a Tregenna, el pueblo donde se crio en su pasado.
Sin embargo, es la nieta de Nell, Casandra, quién sufre sus propios problemas de abandono, que acaba de viaje de Nell y descubre el secreto más oscuro de la familia. Después de heredar el inesperado "Cliff Cottage", en los terrenos de Blackhurst Manor y su jardín olvidado, Cassandra poco a poco encuentra las piezas que faltan de la historia de Nell que conducen a su descubrimiento propio.

### Personajes
- Nell: Abuela de Cassandra. Descubre que es adoptada en su cumpleaños número veintiuno y desde entonces está empeñada en desvelar los misterios de sus orígenes.
- Cassandra: Nieta de Nell, quien tras vivir un mal episodio de su vida vuelve con Nell para averiguar su oscuro pasado.
- Christian Blake: Amigo de Cassandra a quien ayuda en su tarea de desentrañar el misterio familiar.
- Rose Mountrachet: desde la infancia se caracterizó por su frágil salud.
- Eliza Makepeace: escritora de cuentos de hadas perdida en el tiempo, prima y mejor amiga de Rose.
- Linus Mountrachet: Padre de Rose y tío de Eliza a quien ama en secreto por ser hija de su hermana Georgiana.
- Lady Adeline: Esposa frustrada de Linus Mountrachet, muy estricta respecto al comportamiento de las damas de sociedad. Procedía de York, nacida en el seno de una familia de bajos recursos, cosa que constantemente la atormenta. Su nombre original era Adeline Langley.
- Nathaniel Walker: Prometedor artista quien más tarde se haría célebre por sus retratos. Marido de Rose.
- Ebenezer Matthews: Médico de cabecera de Adeline Mountrachet, quien supervisó toda la infancia de Rose dado a su constante convalecencia

## Inspiración
La propia abuela de Kate Morton, al igual que Nell, se enteró en su cumpleaños número 21 que ella no era la hija biológica de sus padres. Era un secreto que mantuvo hasta que se lo confió a sus tres hijas ya mayores, y este oscuro secreto fue una de las inspiraciones para su novela. Morton también se inspiró en su propia casa que se encuentra en una ladera de Paddington, y los misteriosos jardines perdidos de Heligan en Cornualles. Todos estos elementos se tejen a lo largo de su historia.

"Quería que las historias de los personajes avanzaran a la vez y fueran parte del conjunto, como si estuviera haciendo una trenza. La alternancia de los relatos me permitía reforzar esa idea de unión de las diferentes generaciones"
Kate Morton

## Premios y nominaciones
- Selección de Estreno en Francia, diciembre de 2008
- Libro de Ficción General del Año en Australia, por la Industria del Libro, 2009
- Best Seller, New York Times[4]